# Earl Watson
Earl Joseph Watson, Jr. (ur. 12 czerwca 1979 w Kansas City) – amerykański koszykarz meksykańskiego pochodzenia, występujący na pozycji rozgrywającego, po zakończeniu kariery zawodniczej trener koszykarski.
2 sierpnia 2021 został asystentem trenera Toronto Raptors.

## Osiągnięcia
Na podstawie, o ile nie zaznaczono inaczej.
NCAA
- 3-krotny uczestnik rozgrywek NCAA Sweet Sixteen (1998, 2000, 2001)
- Zaliczony do:
  - I składu:
    - All-Pac-10 (2001)
    - najlepszych pierwszorocznych zawodników Pac-10 (1998)
    - turnieju Coaches vs. Classic (2001)
- Lider konferencji PAC-10 w przechwytach (2001)[3]